# 정명수
정명수(鄭命壽, 생년 미상 ~ 1653년?)은 조선 중기의 역관이다. 만주어 이름은 굴마훈(만주어: ᡤᡡᠯᠮᠠᡥᡡᠨ gūlmahūn)으로 토끼라는 뜻이다.